# Bubi (motorfiets)
Bubi is een historisch Duits merk van motorfietsen.
Bubi motorfietsen werden geproduceerd door B. Pront, Cleve im Rheinland van 1921 tot 1924.
Dit was een Duitse fabriek die fietsen en lichte motorfietsen met een eigen 1½pk-tweetaktmotor maakte.